# Nhà kèn (Hải Phòng)
Nhà Kèn (Hải Phòng) là một công trình kiến trúc do người Pháp xây dựng vào năm 1928.Được xây theo kiểu nhà bát giác (có 8 mặt - 8 mái) tại Hải Phòng, Việt Nam. Nhà Kèn hiện nay nằm giữa trung tâm vườn hoa Nguyễn Du thuộc dải vườn hoa trung tâm thành phố Hải Phòng.
Từ khi ra đời, Nhà Kèn của Hải Phòng đã rất nổi tiếng và được xếp hạng vào một trong mười kiến trúc bát giác nổi danh đất Việt, cùng với Lầu Bát Giác trong Văn Miếu - Quốc Tử Giám, chùa Láng, chùa Thiên Mụ (Huế), Tháp nước (Phan Thiết) và Trại giam Chí Hòa (Sài Gòn)...

## Kết cấu
Nhà Kèn (Hải Phòng) được xây dựng  vào năm 1928 cùng thời gian với một Nhà Kèn (Hà Nội) được người Pháp xây dựng ở vườn hoa Chí Linh(Hà Nội) theo dạng kiến trúc hình bát giác (nghĩa là có 8 hướng -  8 mặt) cột bằng gỗ to và có 8 mái lợp tôn dày. Trong lòng sân khấu Nhà Kèn lúc đó có 1 biểu tượng trống hình Trống Đồng ở chính giữa. Nhà Kèn được dựng lên ở khu vực xung quanh là những thảm cỏ rất đẹp.
Sau khi được di chuyển và phục dựng với quy mô lớn hơn.Hiện nay công trình được dựng bằng khung sắt, mái lợp tôn, lan can đúc bằng gang. Sau nhiều lần nâng cấp thì Nhà Kèn được bê tông hóa kiên cố như hiện nay.

## Lịch sử - Giai thoại
Trong những năm Pháp thuộc, từ khi ra đời Nhà Kèn năm 1928 nơi đây thường xuyên có những buổi diễn tập kèn đồng của quân đội Pháp vào các chiều thứ bảy và sáng chủ nhật hàng tuần vì vậy có tên gọi là Nhà Kèn. Nhà Kèn cũng từng là sân khấu biểu diễn của nhiều nhạc sĩ  có tên tuổi của nền Tân nhạc Việt Nam như nhóm Đồng Vọng có Văn Cao, Hoàng Quý cùng các nhạc sĩ Ngô Thụy Miên, Đoàn Chuẩn.
Năm 1956, Nhà Kèn ở khu vực Nhà hát thành phố bị dỡ bỏ theo yêu cầu của chính quyền thành phố để mở rộng khu vực quảng trường Nhà hát thành phố. nên các hoạt động âm nhạc, văn hoá từ đó cũng bị gián đoạn theo. Năm 1965, thành phố cho xây lại nguyên mẫu Nhà Kèn nhưng quy mô lớn hơn tại vị trí Nhà Kèn như hiện nay ở Vườn hoa Nguyễn Du. Tới năm 1985, nhân kỷ niệm 30 năm ngày Hải Phòng giải phóng (1955-1985), Nhà kèn đã được khôi phục lại nguyên mẫu với 8 mái, nền và mái bằng xi măng và có bốn lối ra vào.
Năm 1991, phong trào chơi trượt patin lần đầu tiên xuất hiện ở Hải Phòng và Nhà Kèn(vườn hoa Nguyễn Du) cùng với nhà đu quay con thú, đài phun nước con cóc ở bên vườn hoa Kim Đồng bị biến thành sân trượt patin. Nhà Kèn bị sửa lại nền, phá bục hình trống ở giữa. Từ trên nhà Kèn người ta làm một cầu trượt bằng gỗ dốc xuống sân vườn hoa Nguyễn Du.
Năm 2013, để phục vụ sự kiện năm du lịch quốc gia đồng bằng sông Hồng, thành phố Hải Phòng cải tạo chỉnh trang dải vườn hoa trung tâm thành phố, trong đó có điểm nhấn Nhà Kèn và được trang bị đầu tư đồng bộ dàn đèn LED hiện đại, tạo một diện mạo mới cho Nhà kèn vào buổi tối.